# Demir Kapija
Demir Kapija (makedonski: Демир Капија od turskog: Demir Kapı = Željezna vrata) je grad od 5 507 stanovnika na jugu Republike Makedonije. Demir Kapija leži na uviru rječice Bošave u Vardar.
Sjedište je istoimene Općine Demir Kapija, koja ima oko 4 
545 stanovnika (po popisu iz 2002.).

## Povijest
U okolici Demir Kapije postojalo je naselje već za antičkih vremena, pod grčkim imenom: Stenae ( klisura). Danas na tom mjestu postoji arheološko nalazište utvrda Prosek.
Za rimskih vremena naselje Stenae izraslo je u grad, smješten u ravnici na ušću rječice Bošave u Vardar, neposredno prije klisure Prosek. Grad je bio prosperitetan jer su se u njegovoj blizini nalazili rudnici željeza i bakra.
Za kasne antike stanovnici Stenae napustili su svoj grad, koji je gospodarski 
potpuno zamro i preselili se na novu lokaciju, na Markov Grad, visok kameni brijeg 
koji dominira ulazom u klisuru Prosek. Tu je izgrađena utvrda velikog vojnog značenja, koja je trebala sprječavati barbarske prodore u Egejsku Makedoniju.
Pred kraj XII stoljeća Bizant je toliko oslabio da je to iskoristio strumički vlastelin Dobromir Hrs te je priključio utvrdu Prosek svom posjedu (oko 1186. ?). 1201. godine Bizant je povratio vlast nad utvrdom Prosek, godinu kasnije utvrdom su ovladali Bugari. 
U 1207. godine Prosekom vlada sevastokrator Strez, koji se odmetnuo od bugarske vlasti, na taj način je Prosek bio prijestolnica velike kneževine koja je obuhvaćala cijelo Povardarje i Pelagoniju. Po Strezovoj smti (оko 1215.) Prosek pada u ruke Latinskog Carstva, pa pod Epirsku Despotovinu  ( 1216.), zatim njime vlada Bizant i Srpsko Carstvo. 
Turci su Prosek zauzeli najvjerojatnije oko 1385. godine.
Utvrda je izgubila značaj, a stanovnici se raselili. Umjesto toga u neposrednoj okolici 
Proseka u XVI st. imamo prvi pisani trag o selu Demir Kapija.
Bivši jugoslavenski kralj Aleksandar Karadjordjević posjedovao je veliko poljoprivredno gospodarstvo s vinarijom od 150.000 litara i ljetnikovac Kraljica Marija u Demir Kapiji.
Za potrebe imanja 1928. godine otkupljeno je zemljište od 2700 hektara od tadašnjih turskih veleposjednika Usni-bega i Mehmed bega. 
Jedan kilometar jugozapadno od gospodarstva izgrađena je moderna ergela za uzgoj lipicanaca (demontirana je za Drugog svjetskog rata 1943. kad su konji prebačeni u ergelu Hostoun u Češku).
Prvi upravitelj kraljevog imanja bio je Miloš Leovac iz Beograda.
1947. godine posjed je nacionaliziran i predan na upravljanje Poljoprivrednoj zadruzi Demir Kapija. Do 1995. posjed je bio pod upravom tadašnjeg poduzeća VV Povardarje, a nakon stečaja 2002. godine posjed je kupilo poduzeće Agrolin (obitelj Elenov).
Demir Kapija se počela brže razvijati nakon izgradnje tadašnje autoceste Bratstva i jedinstva 1970-ih, današnjeg europskog cestovnog pravca E75, pored grada.

## Zemljopisne odlike
Rijeka Vardar je upravo kod Demir Kapije napravila sebi prolaz prema svom uviru 
u more u visokim kamenim stijenama ( do 220 m) - klisuru od 10 km koja počinje od Demir Kapije i završava kod mjesta Udovo. Najuži dio klisure je na njenom sjevernom dijelu kod mjesta Prosek.
Nakon izlaska iz klisure Demir Kapija (Željezna vrata), Vardar ulazi se u ravničarski kraj Solunske nizine.
U kamenim stijenama Demir Kapije nalazi se pećina  Bela Voda sa svojom impresivnom dužinom od 955 m. Danas su kamene stijene Demir Kapije postale atraktivne slobodnim penjačima.
Demir Kapija je poznata po izuzetno visokim ljetnim temperaturama, rekordna temperatura od 45,7 C zabilježena je 24. srpnja 2007. godine.

## Gospodarstvo
Demir kapija je središte poljoprivrednog kraja, u kojem je osobio razvijeno vinogradarstvo.
Tako u Demir Kapiji danas rade dvije vinarije; Agropin (bivši podrum kralja Aleksandra)
i vinarija  Popova Kula, koja je podružnica Vinske kuće Inteko d.o.o. Demir Kapija ima i mlin Dekamel, te farmu peradi Salmak.
U Demir Kapiji djeluje najveća psihijatrijska bolnica u Makedoniji  - Specijalen Zavod. 

## Stanovništvo
Po popisu stanovništa iz 2002. Demir Kapija je imala 3 725 stanovnika, a njihov sastav bio je sljedeći:
- Makedonci 3161 (96,52%)
- Turci 19
- Albanci 19
- Srbi 16
- Romi 16
- ostali 26

## Vanjske poveznice
- Demir Kapija na stranicama cyber macedonia
- Demir Kapija na stranicama Go Macedonia
- Demir Kapija na stranicama slobodnih penjača